# Tendance de gestion
La tendance de gestion (en anglais management fad) est un terme utilisé pour caractériser un changement en philosophie ou une opération mise en œuvre par une entreprise ou une institution. On emploie souvent aussi l'expression mode managériale.
Le terme est subjectif et tend à être utilisé dans un sens péjoratif, comme il implique qu'un tel changement est mis en œuvre (souvent par gestion sur ses salariés, avec peu ou pas d'apport des salariés) seulement parce que c'est (à ce moment) "populaire" dans des cercles managériaux, et non en raison de n'importe quel besoin réel de changement organisationnel. L'adoption d'une pratique à la mode peut malgré tout générer un ensemble de privilèges pour l'organisation et le manager. Le terme plus approfondi implique qu'une fois que la philosophie sous-jacente n'est plus "populaire", elle sera remplacée par la nouvelle idée "populaire", de la même manière et pour la même raison que l'idée précédente.
Plusieurs auteurs ont soutenu que des nouvelles idées managériales devraient être soumises à une analyse critique plus importante et pour le besoin d’une plus importante conscience conceptuelle de nouvelles idées par des managers. Les auteurs Leonard J. Ponzi et Michael Koenig croient que le nombre et le calendrier des articles publiés sur l'idée sont essentiels pour déterminer si une idée de gestion est une "tendance de gestion". Dans leur recherche, Ponzi et Koenig soutiennent qu'une fois qu'une idée a été discutée pendant 3–5 ans, si après ce temps le nombre d'articles sur l'idée sur une année donnée diminue significativement (semblable au côté droit d'une courbe en cloche), l'idée est probablement "une tendance de gestion". Cet effet est particulièrement remarquable dans le domaine du management du système d'information.

## Caractéristiques communes
Une tendance de gestion est souvent caractérisée par ce qui suit :
- Un nouveau jargon pour les processus commerciaux existant.
- Un consultant externe spécialisé dans la mise en œuvre de la tendance.
- Un processus de certification ou d'évaluation effectué par une agence externe moyennant des frais.
- Modification des titres d'emploi des employés existants pour inclure des références à la tendance.
- Revendications d'une amélioration mesurable de l'activité via la mesure d'une métrique (par exemple, indicateur de performance clé) définie par la tendance elle-même.
- Un département de sponsoring interne ou un individu qui gagne de l'influence en raison de la mise en œuvre de la tendance.
- Des grands mots et des phrases complexes.

## Exemples
Les théories et les pratiques de gestion suivantes sont apparues sur une liste de tendances de gestion compilée par Adrian Furnham (en), qui les a rangées dans l'ordre chronologique par leur date d'apparition, des années 1950 aux années 1990 :
- Direction par objectifs
- Organisation matricielle
- théorie Z
- Management baladeur
- Qualité totale
- Réingénierie des processus d'affaires
- Organisation horizontale
- Empowerment
- 360 degrés
- Travail en équipe

D'autres théories et pratiques que les observateurs ont étiquetées comme des « tendances de gestion » incluent :
- Série des normes ISO 9000
- Six Sigma
- Gestion des connaissances
- Design thinking
- Méthode agile
- Cadre d'architecture